# Hechtia iltisii
Hechtia iltisii är en gräsväxtart som beskrevs av Burt-utley och John F. Utley. Hechtia iltisii ingår i släktet Hechtia och familjen Bromeliaceae. Inga underarter finns listade i Catalogue of Life.